# Église Saint-Étienne d'Altillac
Pour les articles homonymes, voir Église Saint-Étienne et Saint-Étienne (homonymie).
L'église Saint-Étienne est une église catholique située à Altillac, en France.

## Localisation
L'église est située dans le département français de la Corrèze, sur la commune d'Altillac.

## Historique
L'édifice est classé au titre des monuments historiques le 27 août 1975.

## Galerie

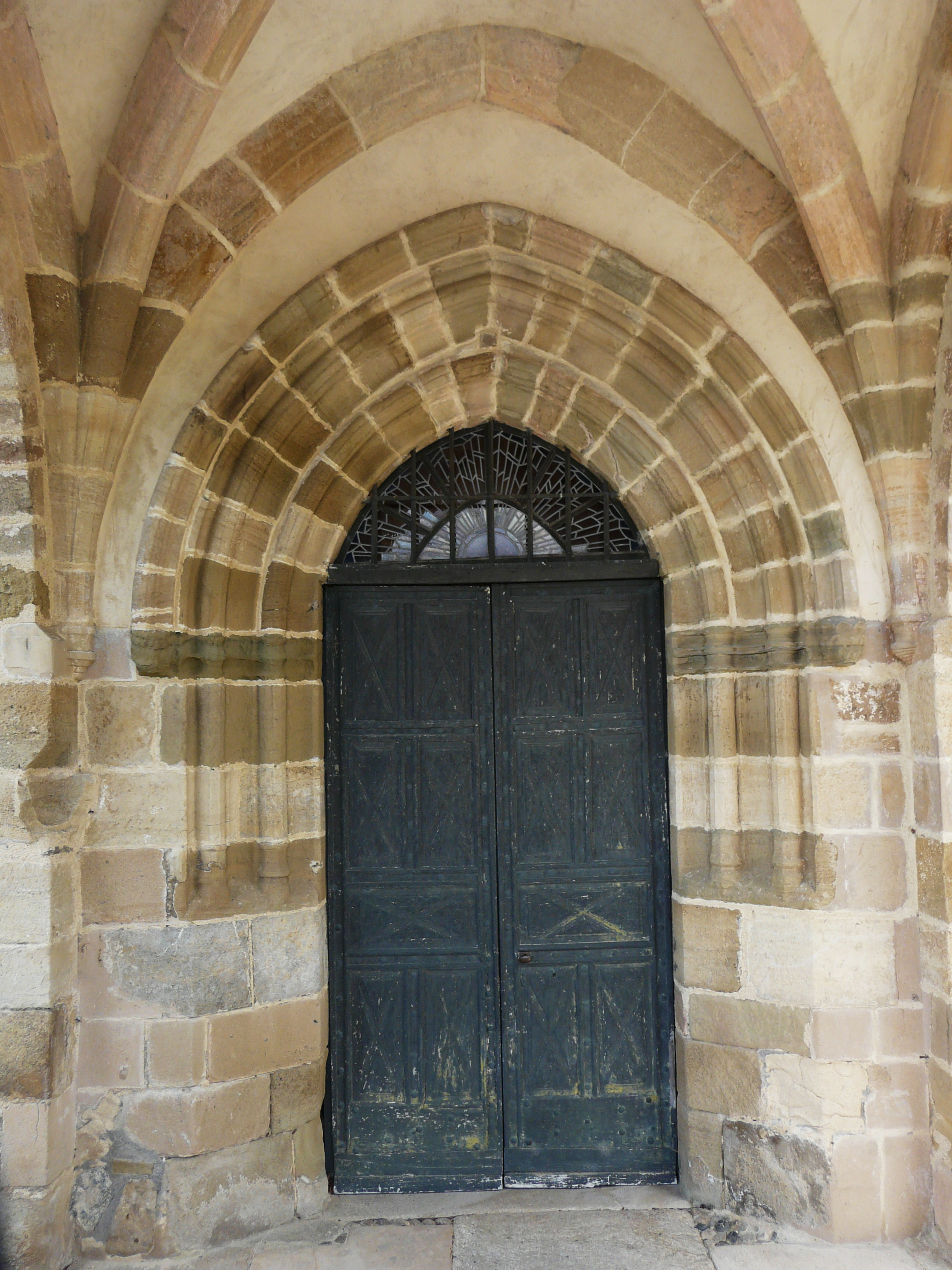
Le portail occidental.
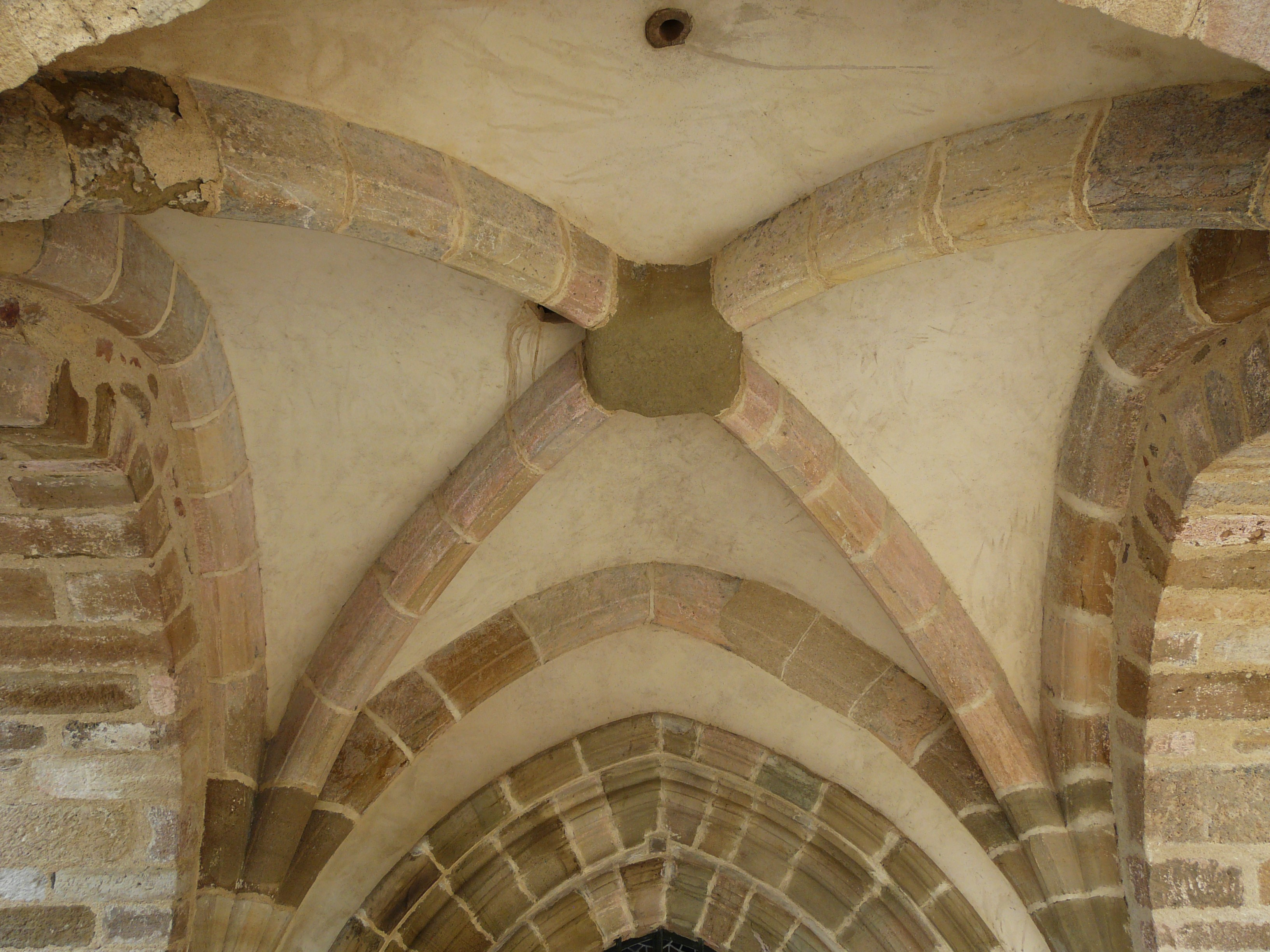
Le plafond du porche.
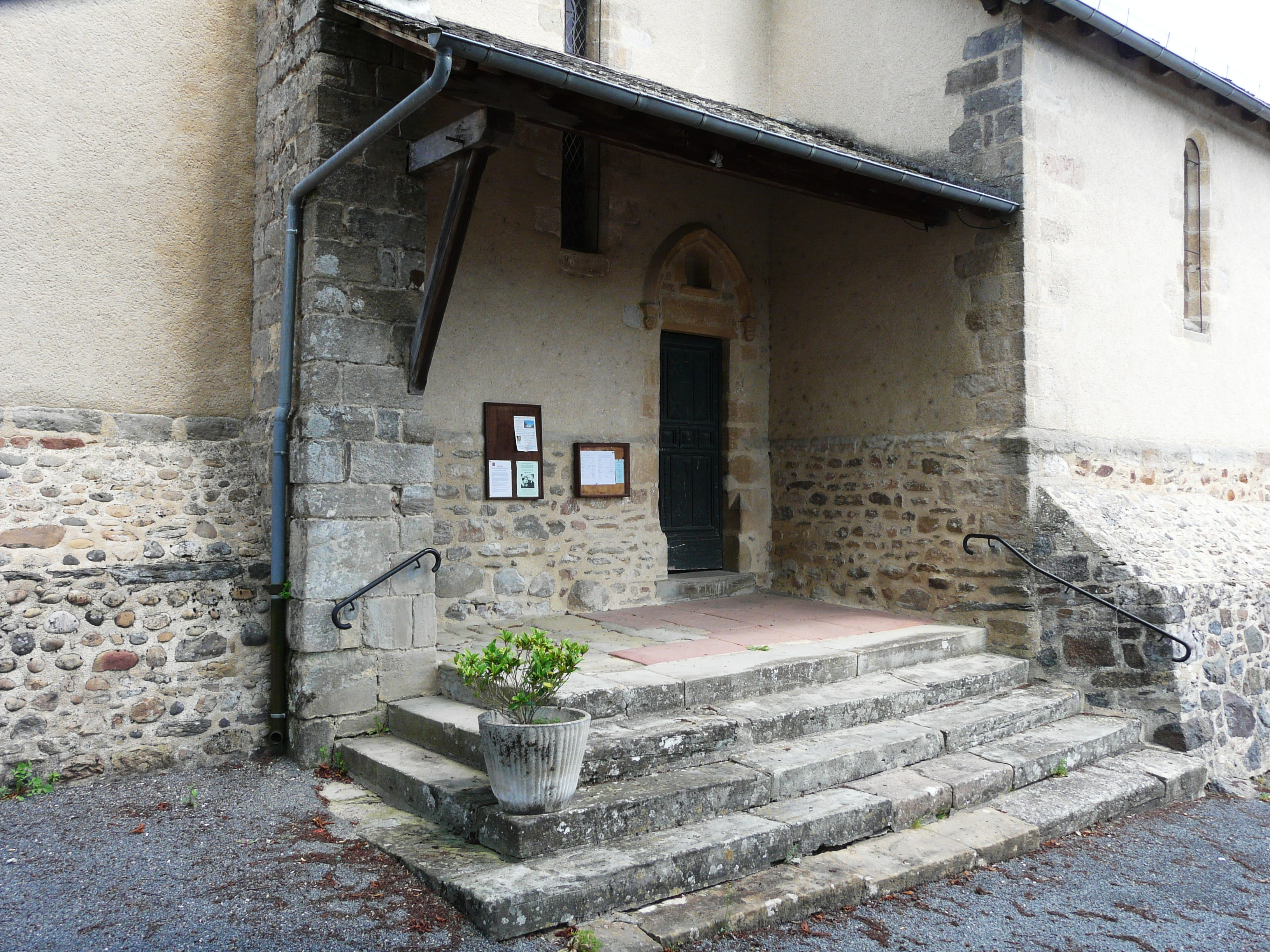
La porte sud.